# Durand Scott
Durand Christopher Scott (New York, 22 febbraio 1990) è un cestista giamaicano con cittadinanza statunitense.

## Carriera
Il 15 luglio 2017 firma un contratto con l'Auxilium Pallacanestro Torino, tuttavia per motivi personali il 20 agosto comunica che non rispetterà il suo contratto.